# デビッド・ロランディーニ
デビット・ロランディーニ（David Rollandini　1979年2月6日- ）はイタリアの野球選手。ポジションは投手。右投右打。
セリエAプリンク・グロッセートに所属して2004年には14勝1敗、2005年にも8勝3敗と活躍した。そして2006年にはワールドベースボールクラシックイタリア代表に選出された。大会後コロラド・ロッキーズのマイナーリーグAA級でプレーしている。マイナーリーグでの2006年の成績は47試合に登板し4勝4敗2セーブで防御率4.50だった。